# Руперт Вільбрандт
Руперт Вільбрандт (нім. Rupert Wilbrandt, нар. 1935) — німецький громадський діяч, професор медицини, доктор наук. Голова Німецько-турецького товариства в Бонні у 1990-1992 і 1994-1998 роках. Нагороджений Орденом Турецької Республіки «За заслуги» (1996).
У дитинстві (в 1943-1945 роках) його сім'я два роки прожила в місті Йозгат у центральній Туреччині. Після повернення до Німеччини в нього залишилися яскраві спогади про Туреччину. Він вивчив турецьку мову, в 1990-х роках очолював Німецько-турецьке товариство (нім. Deutsch-Türkische Gesellschaft). З 2000 року професор Вільбрандт на пенсії, живе в Стамбулі.